# خانه حیوانات
خانه حیوانات (به انگلیسی: National Lampoon's Animal House) فیلمی ۱۰۹ دقیقه‌ای به کارگردانی جان لندیس با بازی جان بلوشی است  این فیلم یکی از فیلم های معروف در ژانر کمدی سکسی است
خانه حیوانات فیلمی کمدی آمریکایی محصول سال ۱۹۷۸ است که به کارگردانی جان لندیس و نویسندگی هارولد ریمیس، داگلاس کنی و کریس میلر ساخته شد. در این فیلم جان بلوشی، تیم ماتسون، جان ورنن، ورنا بلوم، توماس هالس و دونالد ساترلند بازی کرده‌اند. داستان فیلم دربارهٔ یک انجمن دانشجویی دردسرساز است که اعضایش در برابر رئیس دانشکدهٔ خیالی فایبر کالج می‌ایستند.
این فیلم به تهیه‌کنندگی متی سیمونز از مجلهٔ نشنال لامپون و ایوان رایتمن برای یونیورسال پیکچرز ساخته شد. ایدهٔ آن از داستان‌هایی بود که میلر در نشنال لامپون منتشر کرده بود و بر پایهٔ تجربه‌های ریمیس در انجمن زتا بتا تاو در دانشگاه واشینگتن در سنت‌لوئیس، تجربه‌های میلر در آلفا دلتا فی در کالج دارتموث در نیوهمپشایر، و تجربه‌های رایتمن در دانشگاه مک‌مستر در همیلتون، انتاریو شکل گرفت.
از میان بازیگران جوان فیلم، تنها بلوشی ۲۸ ساله یک ستارهٔ شناخته‌شده بود، هرچند او نیز هنوز در فیلمی ظاهر نشده بود و شهرتش را از حضور در گروه اصلی برنامهٔ پخش زنده شنبه شب به دست آورده بود. چند تن دیگر از بازیگران نقش دانشجو، از جمله توماس هالس، کارن آلن و کوین بیکن، تازه آغازگر حرفهٔ سینمایی خود بودند. ماتسون نیز که نقش یک دانشجو را داشت، بازیگری باتجربه بود و از ۱۳ سالگی در سینما و تلویزیون ظاهر شده بود.
فیلم‌برداری از اکتبر تا دسامبر ۱۹۷۷ در دانشگاه اورگن انجام شد. پس از اکران اولیه در ۲۸ ژوئیهٔ ۱۹۷۸، خانه حیوانی نقدهای متفاوتی دریافت کرد، اما مجلهٔ تایم و راجر ایبرت آن را از بهترین فیلم‌های سال دانستند. فیلم با بودجهٔ تنها ۳ میلیون دلار (معادل ۱۳٬۴۶۰٬۲۰۴ به ارزش امروز) ساخته شد، اما بیش از ۱۴۱ میلیون دلار (معادل ۶۳۲٬۶۲۹٬۵۹۲ به ارزش امروز) از طریق فروش سینمایی و ویدئوهای خانگی درآمد داشت، بدون احتساب کالاهای جانبی، و به پرفروش‌ترین فیلم کمدی زمان خود تبدیل شد.
این فیلم همراه با فیلم مرغ سرخ‌شده کنتاکی محصول ۱۹۷۷ (به کارگردانی لندیس) نقش بزرگی در تعریف و آغاز ژانر کمدی حال‌به‌هم‌زن ایفا کرد که به یکی از پایه‌های هالیوود بدل شد. خانه حیوانی اکنون به‌عنوان یکی از بهترین کمدی‌های تاریخ شناخته می‌شود.
در سال ۲۰۰۱، کتابخانه کنگره ایالات متحده خانه حیوانی نشنال لامپون را «از نظر فرهنگی، تاریخی یا زیبایی‌شناختی مهم» دانست و آن را برای نگهداری در فهرست ملی فیلم برگزید. این فیلم در رتبهٔ ۱ فهرست «۱۰۰ فیلم خنده‌دار» شبکهٔ براوو قرار گرفت، رتبهٔ ۳۶ در فهرست «صد سال... صد خنده» مؤسسه فیلم آمریکا را به دست آورد و در سال ۲۰۰۸ مجلهٔ امپایر آن را در جایگاه ۲۷۹ «۵۰۰ فیلم برتر تاریخ» انتخاب کرد.

## داستان
در پاییز ۱۹۶۲، لری کروگر و کنت دورفمن، دانشجویان سال اول فایبر کالج، در پی پیوستن به یک انجمن دانشجویی هستند. پس از آنکه در مهمانی خانهٔ اختصاصی اومگا تتا پای پذیرفته نمی‌شوند، به خانهٔ فرسودهٔ دلتا تاو کای در همسایگی سر می‌زنند. کنت باور دارد که دلتا باید او را به‌عنوان «میراث» بپذیرد، زیرا برادر بزرگ‌ترش عضو آن بوده است. آن‌ها با جان («بلوتو») بلوتارسکی، رئیس شاخه رابرت («هوو») هوور، زن‌بارهٔ پرجذبه اریک («اتر») استراتون، موتورسوار دنیل سیمپسون («دی-دی») دی، دونالد («بون») شوئنستاین و دوست‌دختر کلافهٔ بون، کتی، آشنا می‌شوند. لری و کنت به‌عنوان عضو تازه‌وارد پذیرفته می‌شوند و به ترتیب نام‌های «پینتو» و «فلاندر» می‌گیرند. در همین حال، چیپ دیلر، عضو تازهٔ اومگا، برای آیین ورود مورد تنبیه با پدل قرار می‌گیرد.
خانهٔ دلتا به دلیل شیطنت‌های مکرر و نمرات ضعیف در وضعیت تعلیق است. رئیس دانشکده ورنون ورمر که می‌خواهد این انجمن یاغی را از پردیس فایبر حذف کند، دلتا را به «تعلیق فوق‌محرمانه» می‌برد و به گرگ مارمالارد، رئیس اومگا، دستور می‌دهد تا با کمک داگلاس نیدرمایر، فرماندهٔ دانشجویان آرتی‌او‌تی‌سی، بهانه‌ای برای لغو مجوز دلتا بیابد. ماجراهای مختلف باعث افزایش دشمنی بین دلتا، اومگا و ورمر می‌شود، از جمله مرگ تصادفی اسب نیدرمایر در جریان یک شوخی تلافی‌جویانه پس از آزار فلاندر توسط او. بی‌خبر از مارمالارد، اتر با دوست‌دختر او، مندی پپرِیج، که عضو سوروریتی آلفا دلتا پای است، رابطه برقرار کرده است.
بلوتو و دی-دی پاسخ‌های امتحان میان‌ترم را از زباله‌ها می‌دزدند، بی‌آنکه بدانند اومگاها آن را با نسخهٔ جعلی عوض کرده‌اند. همهٔ دلتاها در امتحان مردود می‌شوند و معدلشان آن‌قدر پایین می‌آید که ورمر به آن‌ها می‌گوید تنها یک تخلف دیگر کافی است تا مجوزشان لغو و برای همیشه اخراج شوند.
با وجود این، دلتاها یک مهمانی توگا برگزار می‌کنند و پینتو و فلاندر را برای دزدی از فروشگاه به‌عنوان شوخی دانشجویی می‌فرستند. در فروشگاه، پینتو با یک صندوق‌دار جوان به نام کلورت آشنا می‌شود و او را به مهمانی دعوت می‌کند، در حالی که اتر با زنی بزرگ‌تر لاس می‌زند که همسر الکلی رئیس دانشکده، ماریون، از آب درمی‌آید. در مهمانی، که در آن اوتیس دی و نایتز اجرا می‌کنند، اتر با ماریون رابطه برقرار می‌کند، در حالی که پینتو و کلورت تا زمانی که او مست بیهوش می‌شود با هم معاشرت می‌کنند. پینتو وسوسه می‌شود اما در نهایت از رابطهٔ جنسی با او خودداری کرده و او را با یک چرخ‌دستی به خانه بازمی‌گرداند. بعداً درمی‌یابد که کلورت دختر ۱۳ سالهٔ کارمین دِپاستو، شهردار فاسد شهر فایبر است.
ورمر دادگاهی صوری با هدایت اومگاها ترتیب می‌دهد که مجوز دلتاها را لغو کرده و دارایی‌های خانه‌شان را مصادره می‌کند. اتر، بون، پینتو و فلاندر با یک لینکلن کانتیننتال که فلاندر از برادر بزرگ‌ترش قرض گرفته به سفر جاده‌ای می‌روند. پس از خواندن خبر مرگ اخیر یک دانشجو در یک کالج زنانهٔ نزدیک، اتر خود را نامزد او جا می‌زند تا برای خودش و دیگران قرار ملاقات جور کند. این نیرنگ موفق می‌شود و دلتاها همراه با همراهانشان به کلوبی می‌روند که اوتیس دی و نایتز در آن اجرا می‌کنند، بی‌آنکه بدانند مشتریان آنجا همگی آفریقایی-آمریکایی هستند. برخی مشتریان دلتاها را می‌ترسانند تا همراهانشان را رها کرده و از کلوب بگریزند، و در این میان به خودرویشان و چندین خودرو دیگر خسارت می‌زنند.
صبح روز بعد، بون درمی‌یابد که کتی شب را با استاد انگلیسی، دیو جنینگز، گذرانده است. بَبز یانسن که خود عاشق مارمالارد است، به او اطلاع می‌دهد که مندی و اتر با هم رابطه دارند؛ مارمالارد بَبز را به کار می‌گیرد تا اتر را به متل بکشاند، جایی که اومگاها او را کمین کرده و کتک می‌زنند. به دلیل نمرات پایین دلتاها، ورمر همهٔ آن‌ها را اخراج می‌کند و با خوشحالی می‌گوید که به دفتر خدمت وظیفه‌شان اطلاع داده است که اکنون مشمول خدمت نظامی هستند.
دلتاها ابتدا شکست را می‌پذیرند، تا اینکه بلوتو انجمن را برای گرفتن انتقام در جریان رژه بازگشت به خانه برمی‌انگیزد. دی-دی لینکلن آسیب‌دیده را به یک خودروی زرهی بدل می‌کند و دلتاها آن را درون یک ارابهٔ رژه به شکل کیک پنهان می‌کنند. آن‌ها در رژه آشوب به پا کرده و به سکوی مرور می‌کوبند و ورمرها و دپاستو را سرنگون می‌کنند. در حالی که هوو از رئیس دانشکده فرصتی دوباره می‌خواهد، در میان هرج‌ومرج پایانی، سرنوشت شخصیت‌ها آشکار می‌شود:
هوو یک وکیل مدافع عمومی در بالتیمور، مریلند شد.
پینتو ویراستار مجلهٔ نشنال لامپون شد.
مارمالارد به‌عنوان دستیار ریچارد نیکسون در کاخ سفید مشغول به کار شد و در ۱۹۷۴ در زندان مورد تجاوز قرار گرفت.
اتر متخصص زنان در بورلی هیلز، کالیفرنیا شد.
نیدرمایر در جریان جنگ ویتنام به دست نیروهای خودش کشته شد.
فلاندر مربی حساسیت‌سنجی در گروه‌های Encounter شهر کلیولند شد.
از سرنوشت دی-دی اطلاعی در دست نیست.
بون و کتی در ۱۹۶۴ ازدواج کردند و در ۱۹۶۹ طلاق گرفتند.
بَبز راهنمای تور در یونیورسال استودیوز هالیوود شد.
بلوتو سناتور ایالات متحده شد و با مندی ازدواج کرد.